# Terrafame
Terrafame Oy est une entreprise métallurgique finlandaise qui est propriétaire de la mine de Talvivaara et de l'usine métallurgique de Sotkamo.

## Présentation
Fondée en 2015, Terrafame a commencé à fonctionner la même année.
L'État finlandais détient environ 71% de Terrafame Oy par l'intermédiaire de Suomen Malmijalostus Oy (fi) (anciennement Terrafame Group Oy).